# Michele Mancuso
Michele Mancuso (Ficarra, 10 dicembre 1892 – Messina, 23 ottobre 1949) è stato uno scrittore italiano, esponente del Decadentismo.

## Biografia

### I primi anni e gli studi
Michele Mancuso nacque il 10 dicembre 1892 a Ficarra, in provincia di Messina, secondogenito di  Michele e Angela Mancuso.
Compì i suoi studi insieme al fratello Giuseppe ad Acireale dove la famiglia si trasferì, seguito dallo zio materno Padre Ludovico Mancuso.
Conseguita la licenza liceale all’età di 18 anni, nel 1911 si iscrisse alla facoltà di Medicina dell’Università di Catania, in breve lasciata per la facoltà di Lettere dello stesso ateneo. 

### Le prime pubblicazioni e la laurea (1914 – 1923)
Nel 1914 pubblicò la prima raccolta di liriche “Sussurri”, e nel 1915 pubblicò a puntate sul settimanale Excelsior di Acireale, sotto lo pseudonimo di Silio Tirreno, il romanzo Ciò che non torna più. A causa della gracile costituzione e della forte miopia non prese parte alla prima guerra mondiale, ma pur non avendo ancora terminato gli studi iniziò l’attività di supplenza dal 1918 al 1920 al ginnasio di Patti e dal 1920 al 1925 al Collegio Pennisi di Acireale. Durante questa supplenza si laureò con Attilio Momigliano, nel 1923, con una tesi sulla Poesia Decadente, con lode e pubblicazione. Nel 1920 pubblicò la seconda raccolta di liriche “La vita senza grazia”.

### Periodo della maturità (1925 - 1949)
Nel 1925 si stabilì definitivamente a Patti dove aveva sposato l’ex alunna Iolanda Ocera, conosciuta tra il 1918 ed il 1920, con cui ebbe 4 figli: Michele Angelo Mancuso, Franco Mancuso, Maria Mancuso e Floriana Mancuso. Qui insegnò Italiano e Latino dapprima presso il Seminario Vescovile e dal 1936 presso il Liceo Classico. Tra gli amici più cari – Peppino Mellina, Carmelo Sardo Infirri, Gaetano Fiumanò, Antonio Stella, Nunzio Greco, Cola Gatto –con cui era solito intrattenersi in lunghe e calorose discussioni presso il Caffè Galante di Patti.
Tanta altra gente andava a trovarlo a casa come i colleghi di scuola Piero Sgroi, Armando Saitta, Mario Faranda, Nino Noto o amici che venivano apposta da fuori e si intrattenevano a conversare lungamente come Salvatore Quasimodo, Salvatore Pugliatti, il poeta Vann’antò da Messina, Beniamino Joppolo da Sinagra, Lucio Piccolo da Capo d’Orlando.
Nel 1932 collaborò con saggi critici, poesie e novelle, confluite nel 1936 nel volume “Scampolo di Festa”, alla rivista “Vita Nostra”, stampata a Patti tra il 1932 ed il 1936. Tra il 1930 ed il 1936 perse la vista ad entrambi gli occhi, dopo anni di studio e lavoro soprattutto di notte alla fioca luce di una candela. Nel 1940 acquistò una macchina da scrivere che gli permise di riprendere a lavorare libero dall’impaccio di dover dettare e completò il romanzo “Le costellazioni inutli”, interrotto anni prima e rimasto inedito fino al 2008 (pubblicato dalla casa editrice Pungitopo di Patti), e compose i nove racconti raccolti e pubblicati postumi nel 1981 nel volumetto dal titolo “La Gente se ne va”.  Un secondo romanzo dal titolo “Un bagliore nel cielo”, è testimoniato da pochi appunti e spunti narrativi, rimasti tali a seguito della morte avvenuta a Messina presso l’Ospedale Piemonte, il 23 ottobre del 1949. 

## Il poeta e lo scrittore
(Michele Mancuso, da Sussurri)
Gli scritti della prima produzione di Michele Mancuso, “Sussurri” (1914) e “Ciò che non torna più” (1915) sono profondamente influenzati dalle tematiche decadenti, cui l’autore per temperamento mite e sensibile era attratto, e per motivi di studio poiché in quegli stessi anni seguiva i corsi di letteratura italiana tenuti da Attilio Momigliano presso l’Università di Catania. Si sarebbe infatti laureato nel 1923 con una tesi sulla “Poesia Decadente” (Gozzano - Corazzini - Moretti – Govoni – Palazzeschi), assegnatagli dallo stesso Momigliano e pubblicata a Messina nel 1923. Tale gusto e lo stile oggi avvertito come prezioso e desueto si è espresso più compiutamente negli scritti successivi. Si inserisce nel filone di quella letteratura siciliana di fine Ottocento, così come ci ricorda Rita Sala, dalle pagine de "Il Messaggero" di qualche anno fa: "Egli rammenta anche la lezione dei celebri conterranei veristi, pur non condividendone gli interessi epici, e dimostra di aver amato Verga e Pirandello e la loro sicilianità applicata alla narrazione domestica, di paese. Tanto che certi brani delle novelle, quelli che dipingono con pochi segni efficaci un'anima o un angolo di paesaggio, denunciano chiaramente l'appartenenza a una scuola di buon rango".

## Opere
- Sussurri, Acireale, Tipografia editrice XX secolo, 1914.
- Ciò che non torna più, Patti, Pungitopo, 1988; ristampa del romanzo uscito a puntate sul settimanale Excelsior di Acireale, sotto lo pseudonimo di Silio Tirreno, nel corso del 1915.
- La vita senza grazia, Acireale, Tipografia editrice XX secolo, 1920.
- Poesia Decadente, Messina, Industrie Grafiche Meridionali S.A., 1923.
- Scampolo di festa, Patti, Edizione di Vita Nostra, 1936.
- La gente se ne va, Patti, Pungitopo, 1981.
- Le costellazioni inutili, Patti, Pungitopo, 2008.

| Controllo di autorità | SBN SBNV029016 |